# Панца, Ольга Николаевна
Ольга Николаевна Панца (15.02.1929 — 13.12.1997) — звеньевая колхоза «Путь к коммунизму» Рыбницкого района Молдавской ССР, Герой Социалистического Труда (31.12.1965).
Родилась 15 февраля 1929 года в с. Попенки Рыбницкого района Молдавской АССР.
Работала в родном селе в колхозе «Путь к коммунизму», до 1966 года возглавляла свекловодческое звено полеводческой бригады.
В её звене урожайность сахарной свёклы превышала 350 ц/га, в некоторые годы — 400 ц/га.
За получение высоких и устойчивых урожаев сахарной свёклы Указом Президиума Верховного Совета СССР от 31 декабря 1965 г. присвоено звание Героя Социалистического Труда с вручением ордена Ленина и золотой медали «Серп и Молот».
С 1967 года — звеньевая садово-виноградарской бригады колхоза «Молодая Гвардия» (с. Бутучаны Рыбницкого района).
Награждена медалью «За доблестный труд. В ознаменование 100-летия со дня рождения В. И. Ленина» (1970).
Делегат партийного съезда (1970).